# Члопа
Члопа (пол. Człopa, нім. Schloppe) — місто в північно-західній Польщі, в районі Валецьких озер. 
На 31 березня 2014 року, в місті було 2 345 жителів. 

## Демографія
Демографічна структура станом на 31 березня 2011 року:
|          | Загалом | Допрацездатний вік | Працездатний вік | Постпрацездатний вік |
| -------- | ------- | ------------------ | ---------------- | -------------------- |
| Чоловіки | 1133    | 253                | 783              | 97                   |
| Жінки    | 1246    | 218                | 761              | 267                  |
| Разом    | 2379    | 471                | 1544             | 364                  |